# Neukirchen (Basse-Bavière)
Pour les articles homonymes, voir Neukirchen.
Neukirchen est une commune de Bavière (Allemagne), située dans l'arrondissement de Straubing-Bogen, dans le district de Basse-Bavière.